# Muzeum Regionalne w Łukowie
Muzeum Regionalne w Łukowie – muzeum położone w Łukowie. Placówka jest jednostką organizacyjną powiatu łukowskiego.

## Historia muzeum
Pierwsze próby utworzenia w Łukowie placówki muzealnej miały miejsce w okresie międzywojennym. W 1920 roku podjęto próbę zorganizowania muzeum w byłej cerkwi św. Mikołaja, ale koszty remontu przerosły możliwości finansowe miasta. Natomiast w 1925 roku, po artykule prasowym autorstwa Stanisława Samulika powołano Tymczasowy Komitet Organizacji Muzeum Ziemi Łukowskiej, którego działania jednak również nie doprowadziły do organizacji placówki.
Do idei powstania muzeum powrócono po II wojnie światowej. W 1957 roku działania w tym kierunku rozpoczęło Towarzystwo Przyjaciół Ziemi Łukowskiej. W dwa lata później Prezydium Powiatowej Rady Narodowej w Łukowie podjęło uchwałę o powołaniu placówki. Jej siedzibą miały być pomieszczenia Szpitala Powiatowego przy ulicy Świerczewskiego (obecnie Piłsudskiego). Do zorganizowania muzeum w tej lokalizacji ostatecznie nie doszło, natomiast w 1964 roku placówce przydzielono pomieszczenia w budynku byłego Konwiktu Szaniawskich z XVIII wieku, po siedzibie Sądu Powiatowego. Po wykonaniu remontu, muzeum ostatecznie otwarto w marcu 1967 roku. Natomiast wcześniej muzeum organizowało ekspozycje w budynku Powiatowego Domu Kultury.
W roku 1985 wykonano remont budynku, w wyniku którego placówka otrzymała kolejne pomieszczenia.
W latach 1966–1975 muzeum było placówką macierzystą dla Muzeum Henryka Sienkiewicza w Woli Okrzejskiej.
W 1965 roku przy muzeum powstał Łukowski Ośrodek Rzeźby Ludowej, którego organizatorem był Marian Adamski – rzeźbiarz z Sobiski. Z czasem zaczął skupiać rzeźbiarzy z ziemi łukowskiej, a twórcy w nim skupieni zaczęli odnosić sukcesy i zdobywać nagrody. Aktualnie – przy wsparciu Ministerstwa Kultury i Dziedzictwa Narodowego – Ośrodek prowadzi dwie „szkółki rzeźbiarskie”: w Łukowie i Woli Gułowskiej.
Aktualnie muzeum posiada stałą ekspozycję paleontologiczną, prezentującą amonity z tutejszych jurajskich kier lodowcowych. Ponadto realizuje wystawy czasowe o charakterze historycznym i etnograficznym.
Muzeum jest obiektem całorocznym, czynnym z wyjątkiem sobót. Wstęp w tygodniu jest płatny, w niedzielę wstęp jest wolny.

## Budynek konwiktu Szaniawskich
W 1696 r. do Łukowa przybyli pijarzy. Na potrzeby powstającego kolegium, rozpoczęto w 1697 r. budowę pomieszczeń szkolnych, którą ukończono w 1701 r. Tym samym działalność rozpoczęła szkoła pijarska. W 1730 r. ówczesny biskup krakowski, Konstanty Felicjan Szaniawski (gniazdo rodowe Szaniawskich stanowią pobliskie Szaniawy) ufundował blisko uczelni konwikt z zakwaterowaniem dla dziesięciu chłopców ze swojego rodu. Plac pod budowę (ogród i łąka) kosztował 1200 florenów, budowa gmachu kolejnych 10 tysięcy florenów. Dodatkowo – na rzecz utrzymania konwiktorów – pomysłodawca ustanowił fundusz w wysokości 2 tysięcy florenów polskich, a także przeznaczył dziesięcinę pobieraną z szesnastu miejscowości. Już w 1728 r. powstał regulamin internatu. W 1731 r. rozpoczęto prace budowlane, które zakończono w 1733, już po śmierci fundatora.
Raport Komisji Edukacji Narodowej z 1782 r. pozytywnie ocenia funkcjonowanie placówki. Instytucja, podobnie jak kolegium pijarskie, przetrwała upadek I Rzeczypospolitej. Jednak wskutek represji po powstaniu listopadowym, pijarzy zostali odsunięci od nauczania w 1833 roku. W miejsce uczelni prowadzonej przed duchownych powstała świecka – gimnazjum województwa podlaskiego, przemianowane w 1840 r. na Gimnazjum Gubernialne Podlaskie. W tych latach konwikt pełnił rolę zwykłego internatu. Ostatecznie w 1844 r. władze carskie przeniosły gimnazjum wraz z konwiktem do Siedlec, a w budynku ulokowano biura i mieszkania dla urzędników państwowych.
W 1866 roku budynek stał się własnością Komisji Rządowej Przychodów i Skarbu, a 1872 r. przeszedł w ręce prywatne. W 1897 r. stał się własnością sędziego Michała Lewoncewicza. W 1934 r. parter został wydzierżawiony Skarbowi Państwa. W czasie II wojny światowej budynek zajęli okupanci niemieccy, którzy urządzili w nim kasyno. Po wojnie na parterze mieścił się Sąd Powiatowy, Biuro Ewidencji Ludności i Hipoteka, piętro zajmowało mieszkanie prywatne. W 1964 r. zorganizowano w budynku dawnego konwiktu Muzeum Regionalne.

## Galeria zdjęć

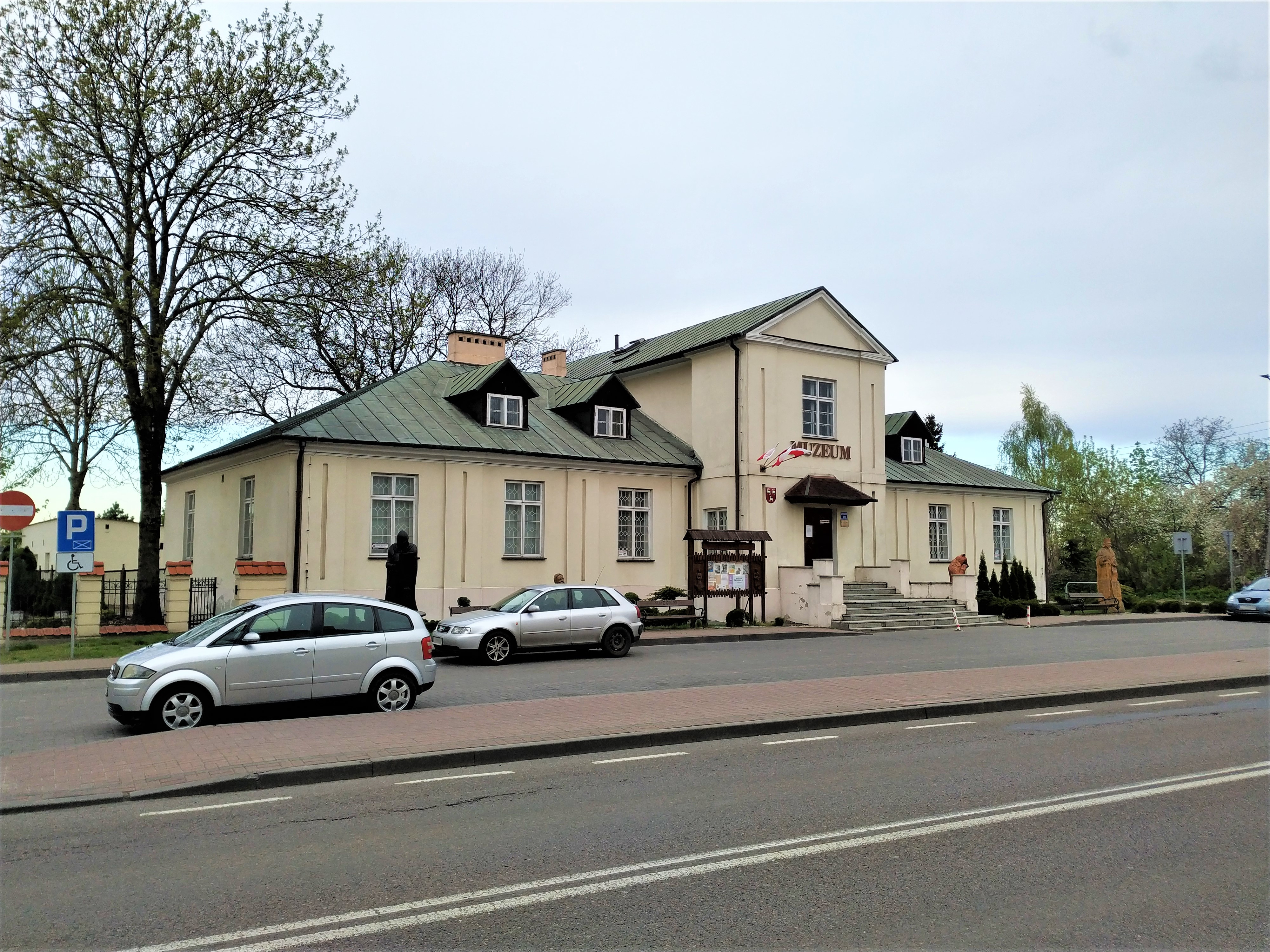
Budynek Muzeum Regionalnego w Łukowie od strony ul. Piłsudskiego
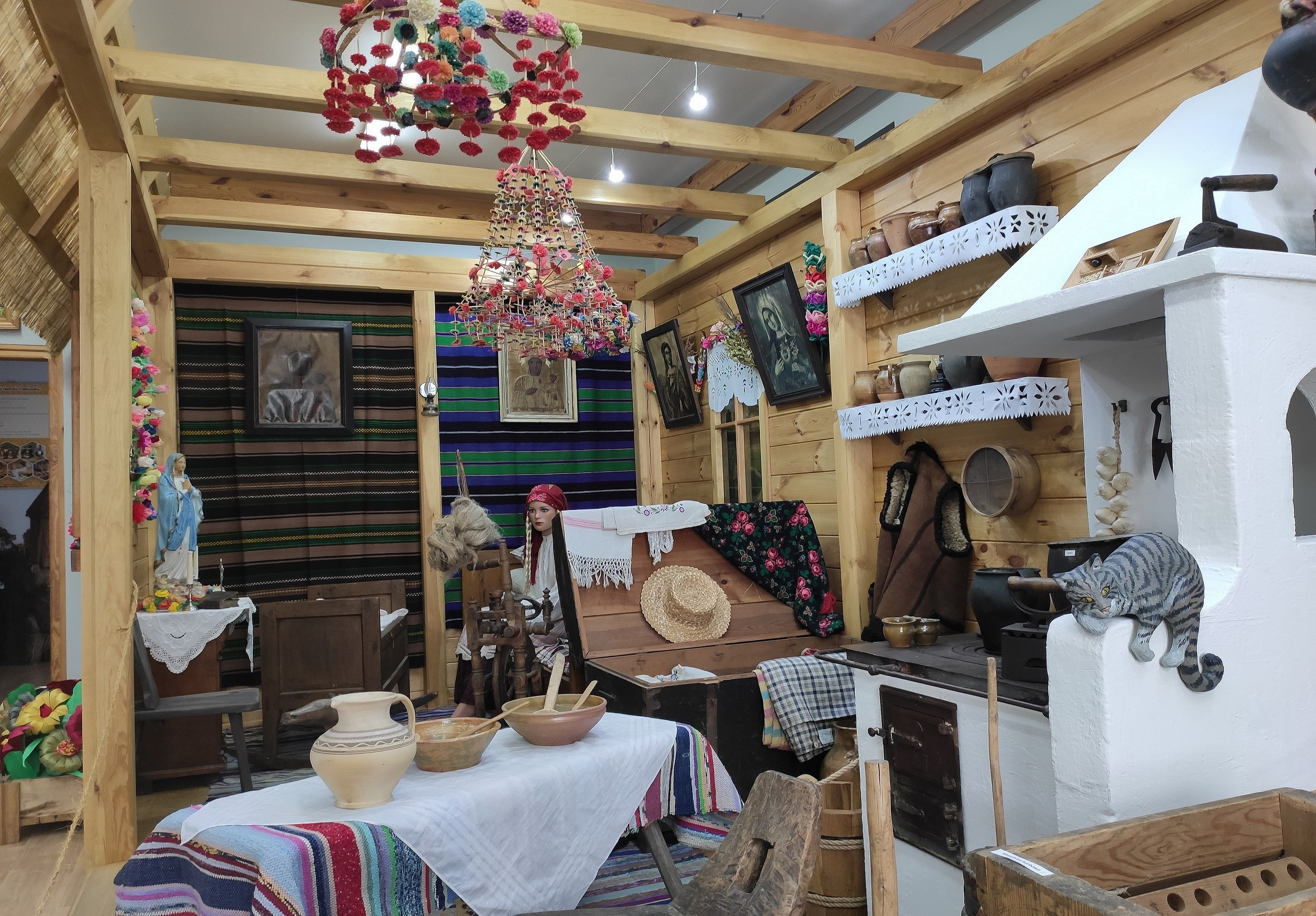
Fragment wystawy stałej „W polu i w zagrodzie”
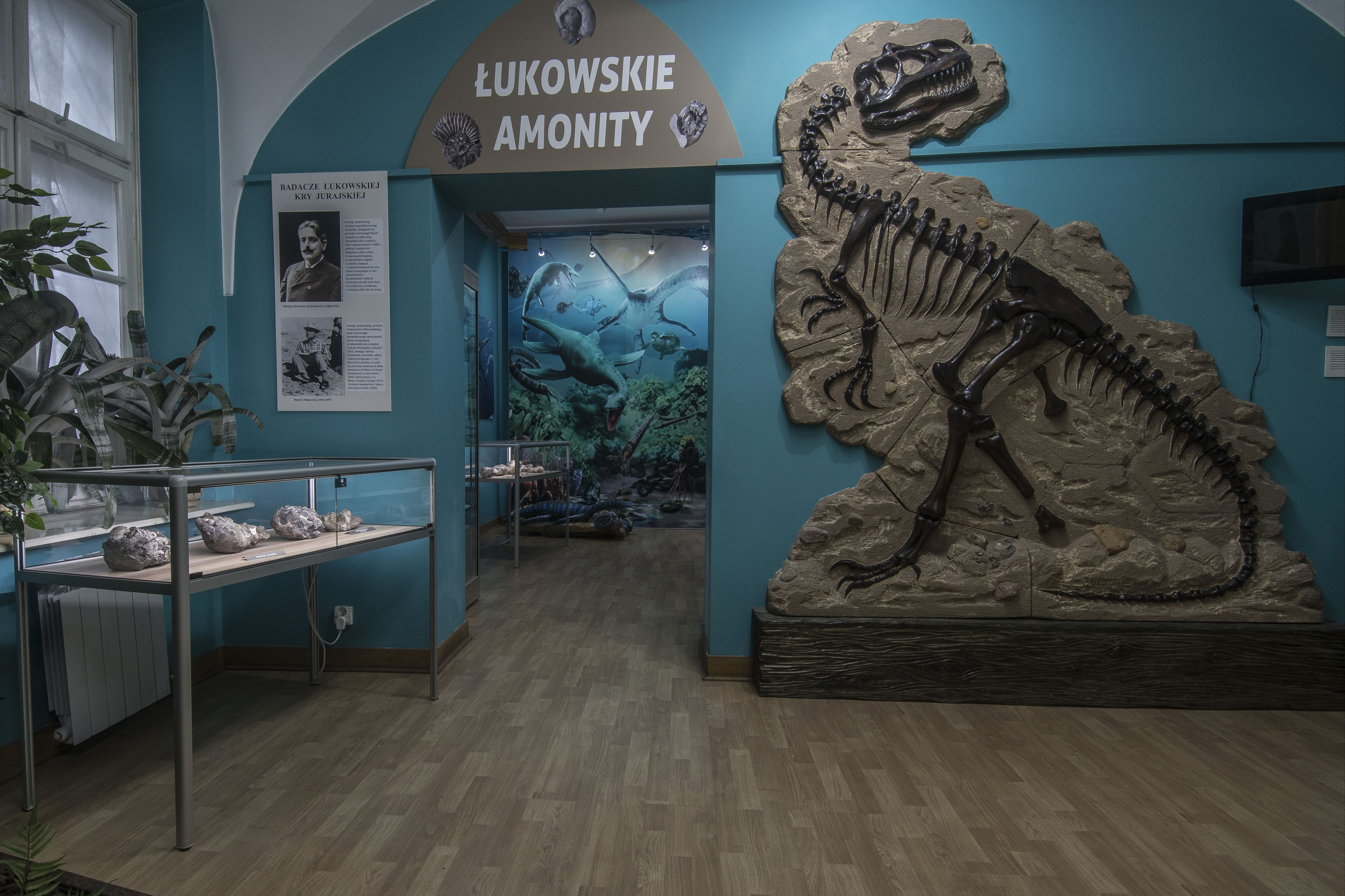
Fragment wystawy stałej „Łukowskie amonity”